# ヴィルヘルム・アダム (政治家)
ヴィルヘルム・アダム(Wilhelm Adam, 1893年3月28日-1978年11月24日)は、ドイツの軍人・政治家。第二次世界大戦中、フリードリヒ・パウルス将軍の副官としてスターリングラード攻防戦に従軍し、降伏後はドイツ将校同盟メンバーを経てザクセン州の地方政治家や国家人民軍幹部を務めた。

## 経歴

### ワイマール共和国以前
ハーナウにて農夫の息子として生まれた。高校卒業後の1908年から1913年までシュヒターンの教員学校に通う。1913年10月1日から、1年間の兵役を果たすべくプロイセン陸軍に入隊し、第88ナッサウ第2歩兵連隊(2. Nassauisches Infanterie-Regiment Nr. 88)第5中隊に所属。1914年8月8日、伍長(Gefreiter)として前線に送られるが、1914年9月16日に負傷してデュッセルドルフの病院に送られた。10日後には連隊の補充大隊(Ersatz-Bataillon)に配属され、1915年4月1日に曹長(Feldwebel)へ昇進。1915年4月から5月にかけて、ロックシュテッター駐屯地(Lockstedter Lager)における士官候補生の教育過程に参加し、5月22日に中尉(Leutnant)に昇進する。6月14日、第16軍団(XVI Armeekorps)の第1新兵訓練所(1. Rekruten-Depot)にて小隊長に任命され、1915年10月5日、第30ライン第4歩兵「ヴェルデル伯」連隊(Infanterie-Regiment „Graf Werder“ (4. Rheinisches) Nr. 30)の第5中隊に配属された。1916年7月頃、病気を理由にゲルマースハイムの野戦病院へ入院し、退院後は第88ナッサウ第2歩兵連隊の第2補充大隊に送られた。1916年9月28日、第424歩兵連隊(Infanterie-Regiments 424)で機関銃中隊の中隊長へ。10月28日からは第70ラントヴェーア歩兵旅団(Landwehr-Infanterie-Brigade 70)の装備科士官(Ordonnanzoffizier)を務める。戦後しばらくの1919年1月31日、中尉の階級で軍を退役した。

### ワイマール共和国
1919年から1929年までの間、アダムは専門知識を持つ元軍人としてヘッセン州ランゲンゼルボルトの陸軍技術学校(Fachschule des Heeres)で講師を務め、1929年から1934年まではテューリンゲン州ワイマールの第2陸軍技術学校(Heeresfachschule II)で講師を務めた。これに並行し、アダムは1922年から1924年にかけてフランクフルト大学で学び、1927年には高校教員の資格を取っている。また、1919年以来ランゲンゼルボルト軍人協会(Militärvereins Langenselbold)の一員で、1920年にはドイツ青年騎士団(Jungdeutschen Ordens)の指導者となっていた。1923年にアダムは国家社会主義ドイツ労働者党(NSDAP)に入党し、ミュンヘン一揆にも参加した。しかし1926年には脱党してドイツ人民党(DVP)に入党、1929年まで党員であり続けた。

### ナチス・ドイツ
1933年、アダムは鉄兜団に入隊し、1934年に突撃隊(SA)に統合された後にはSA第1予備隊(SA-Reserve I)に配属された。第1予備隊は元鉄兜団団員で構成されており、その後アダムは突撃隊曹長(SA-Oberscharführers)の階級を得て、さらに1923年11月9日名誉章を授与された。その後、アダムはワイマールの第94連隊参謀(Stab der Standarte 94)としてイデオロギー教育部(Referat für weltanschauliche Schulung)に勤務した。1934年に大尉として陸軍に復帰し、1937年に陸軍学校を卒業して少佐となる。1939年にはデーベリッツ歩兵学校(Infanterieschule Döberitz)で教官を務め、のちドレスデンの軍学校(Kriegsschule)に移動した。

### 第二次世界大戦
1939年から第23軍団(XXIII. Armeekorps)の副官(Adjutant)となり、1941年にはヴァルター・フォン・ライヒェナウ将軍が率いる第6軍(6. Armee)の副官となる。第6軍司令官はのちにフリードリヒ・パウルス将軍に交代した。1942年には戦闘団団長(Kampfgruppenführer)としての功績を讃えられ、騎士鉄十字章を授与された。1943年1月31日、スターリングラードにてソ連軍に投降する。捕虜となってクラスノゴルスクにて'中央反ファシズム学校(Zentrale Antifa-Schule)に送られ、その後ドイツ将校同盟のメンバーとなった。ナチスドイツ当局からは欠席裁判で死刑を宣告されるに至った。

### 戦後

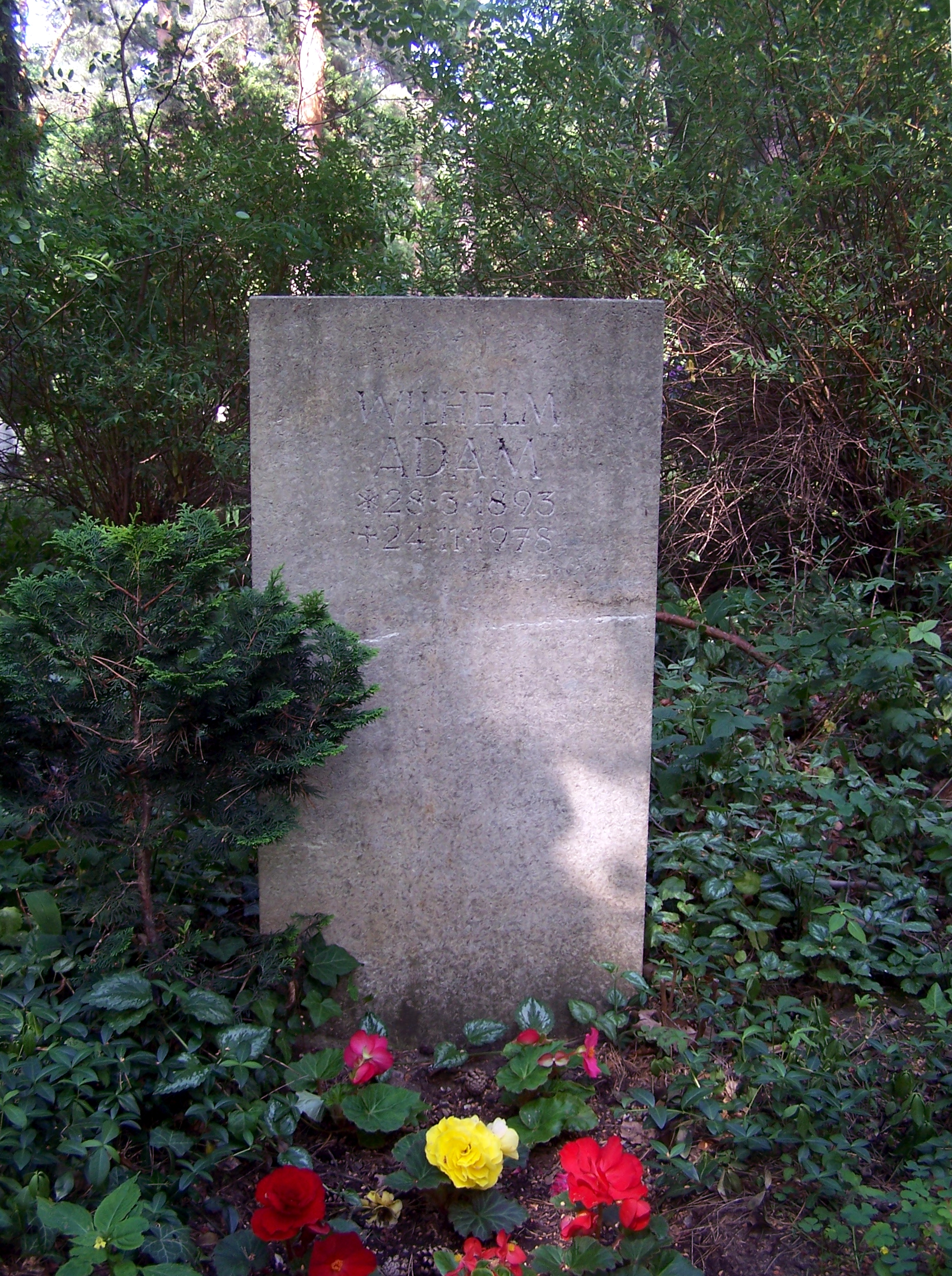
ドレスデン・ハイデフリートホーフにあるアダムの墓地

1948年に帰国後、ドイツ国家民主党(NDPD)の創設に関与した。1948年から1949年にかけてはザクセン州政府の顧問を務めていた。1950年から1952年までザクセン州財務相を務め、1949年から1963年まで人民議会議員を務めた。のちに愛国功労勲章銀章(Vaterländischen Verdienstorden in Silber)を受章している。

### 兵営人民警察と国家人民軍
1952年に兵営人民警察の大佐に任命され、経理教育監査部長(Abteilung Inspektion für die Verwaltungslehranstalten)となる。さらに1953年から1956年まで、兵営人民警察及び国家人民軍の高級士官学校(Hochschule für Offiziere)で司令官を務めた。1957年以降、ドイツ社会主義統一党政治局の決定に基づき、1950年代後半を通して旧国防軍軍人は退役を余儀なくされていった。1958年には自身も退役させられる、退役将校作業部会(Arbeitsgemeinschaft ehemaliger Offiziere)の一員として活動を続けた。1968年には労働旗勲章(Banner der Arbeit)が授与され、1977年にはドイツ民主共和国28周年を記念して少将の称号が送られた。1978年に死去し、ドレスデンのハイデフリートホーフに埋葬された。

### 家族
結婚して一男一女をもうけていた。息子は第二次世界大戦に出征し、1940年5月16日にフランスで戦死した。

## 受章
- 二級鉄十字章(Eisernes Kreuz II.Klasse)：1914年
- 一級鉄十字章(Eisernes Kreuz I.Klasse)：1917年
- 血の勲章 - 1923年11月9日名誉章(Blutorden – Medaille zur Erinnerung an den 9. November 1923)：1933年
- 前線戦士名誉十字章(Ehrenkreuz für Frontkämpfer)：1935年
- 国防軍勤続章三級(Dienstauszeichnung 3.Stufe):1936年
- 二級鉄十字章略章(Spange zum Eisernen Kreuz II.Klasse)：1940年
- 一級鉄十字章略章(Spange zum Eisernen Kreuz I.Klasse)：1941年
- 騎士鉄十字章(Ritterkreuz des Eisernen Kreuzes)：1942年
- 愛国功労勲章銀章(Vaterländischen Verdienstorden in Silber)：1956年
- 労働旗勲章(Banner der Arbeit):1968年